# Il giorno e l'ora
Il giorno e l'ora (Le jour et l'heure) è un film del 1963 diretto da René Clément